# Otaghlu
Otaghlu – wieś w Iranie, w ostanie Azerbejdżan Zachodni, w szahrestanie Szahin Deż. W 2006 roku liczyła 49 mieszkańców.